# Route impériale 2
De Route impériale 2 of De Paris à Amsterdam (Van Parijs naar Amsterdam) was een Route impériale in Frankrijk, België en Nederland. De route is opgesteld per keizerlijk decreet in 1811 en lag toen geheel binnen het Franse Keizerrijk. Na de val van Napoleon Bonaparte kwam een deel van de route buiten Frankrijk te liggen. De rest van de route werd later de Franse N2.

## Route
De route liep vanaf Parijs via Soissons, Maubeuge, Bergen, Brussel, Antwerpen en Utrecht naar Amsterdam. Tegenwoordig lopen over dit traject de Franse N2, de Belgische N6 en N1 en de Nederlandse provinciale wegen N263 en N402, alsmede de Amsterdamsestraatweg in Utrecht.